# Paul Thumann
Pour les articles homonymes, voir Thumann.

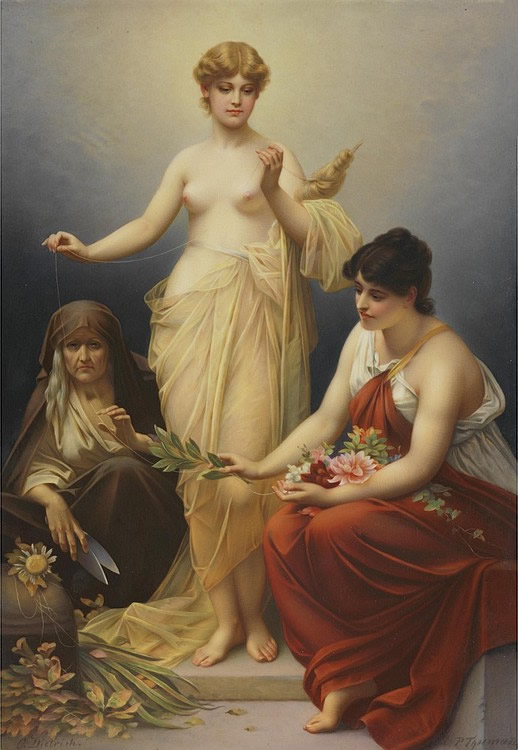
Les Trois Destins (date inconnue).

Friedrich Paul Thumann, né le 5 octobre 1834 à Groß Schacksdorf-Simmersdorf et mort le 20 février 1908 à Berlin, est un illustrateur et peintre allemand d'origine prussienne. 

## Biographie
Friedrich Paul Thumann naît le 5 octobre 1834 à Groß Schacksdorf-Simmersdorf.
Il est le fils d'un enseignant. Il a d'abord l’intention d'entreprendre une carrière scientifique et fréquente l’école d’ingénieurs de Glogau. Son intérêt se tourne rapidement vers l'art et, de 1854 à 1856, il fréquente l'Académie prussienne des arts à Berlin. Jusqu'en 1860, il travaille dans les ateliers de Julius Hübner à Dresde. Après deux ans à Leipzig, il entre à l’École d’Art Saxon-Grand-Ducal de Weimar, où il étudie avec Ferdinand Pauwels. Là, il devient professeur en 1866. 
Pendant la guerre franco-prussienne, il est dessinateur au quartier général de la troisième armée prussienne. En 1875, il est nommé professeur à l'Académie des arts de Berlin et occupe ce poste jusqu'en 1887. Il voyage beaucoup tout au long de sa vie; visitant la Hongrie et la Transylvanie et passe quelque temps à étudier en Angleterre, en plus des tournées artistiques habituelles en Italie et en France. De 1887 à 1891, il vit en Italie. En 1892, il reprend le Master Studio du professeur Julius Schrader. Il travaille surtout comme illustrateur, produisant des planches pour des livres de Goethe, Tennyson, Chamisso, Heine et bien d'autres. L'élégance de ses illustrations attire de nombreux admirateurs mais, au fil du temps, son travail devient de plus en plus simpliste. 
Il épouse une femme de la noblesse anglaise[Qui ?] . Une de ses filles épouse un frère du poète Algernon Swinburne.
En 1893, Thumann expose son œuvre Psyche at Nature's Mirror à l'Exposition universelle à Chicago où il suscite l'intérêt de la direction de White Rock Mineral Water. qui achète ensuite les droits de reproduction à Thumann pour utiliser l'image comme partie intégrante du logo pour son eau minérale,.
Il meurt le 20 février 1908 à Berlin.

## Œuvre
Son œuvre se compose d'un grand nombre d'illustrations (environ 3000) pour divers ouvrages (Enoch Arden, l'Amour et Psyché, de Hameling, l'Amour et la Vie des Femmes, de Chamisso, etc ..), et de peintures : il s'adonne d'abord au genre historique (cinq tableaux de la Vie de Luther, à la Watbourg), puis il traite des sujets antiques ou de fantaisie : Psyché, les Sirènes, Sub rosa, l'Occasion, etc.; il exécute aussi un grand nombre de portraits et d'études de femmes.

### Tableaux
Parmi ses tableaux, outre ses premières œuvres, il convient de mentionner les suivantes :
- St. Hedwigis, Altarbild für Liegnitz (1857),

Fünf Bilder Aus dem Leben Martin Luthers für die so genannten Reformationszimmer auf der Wartburg:
- Luther verbrennt die Bannandrohungsrolle (1872)[6]
- Luther auf dem Reichstag in Worms (1872)[6]
- Luthers Ankunft auf der Wartburg (1873)[6]
- Luther übersetzt die Bibel (1872)[6]
- Luther mit Studenten im Gasthaus Zum Bären in Jena (1873)[6]
- Luthers Trauung (1871),
- die Rückkehr Hermanns des Cheruskers aus der Schlacht am Teutoburger Wald (1883) und
- die Taufe Wittekinds (1884) für das Gymnasium (de) zu Minden und
- die drei Parzen

### Illustrations
- In: Album deutscher Kunst und Dichtung. Mit Holzschnitten nach Originalzeichnungen der Künstler, ausgeführt von R. Brend'amour. Friedrich Bodenstedt. - Berlin : Grote, 1867. numérisé par la Bibliothèque universitaire et d'État de Düsseldorf
- Adelbert von Chamisso, “Lebens-Lieder und Bilder”, with Illustrations by Paul Thumann
- Für Mutter und Kind. Alte Reime mit neuen Bildern von Paul Thumann (For Mother and Child. Old Rhymes with New Pictures by Paul Thumann)